# Podplatno usnje
Podplatno usnje so pridobivali na star način v jamah (jamski stroj) v strojilnih juhah z več vsadi in zamoki, kjer so vsako kožo potresli z zmletim strojilom. V nadaljevanju so kože premazali z ribjim oljem, izgladili in skoraj suhe valjali ali tolkli na stroju, da je usnje postalo še trše in gostejše, da ne bi vpijalo vode. Po novem načinu z vache strojem je strojenje potekalo hitreje, v nekaj tednih. Kože so obesili v znatno močnejše juhe in nato strojili še v sodih z izvlečki kostanja, hrasta, kebrača in valoneje.